# کاسیا پایک
کاسیا پایک (انگلیسی: Cassia Pike؛ زادهٔ ۲۷ دسامبر ۲۰۰۰) بازیکن فوتبال اهل بریتانیا است.
از باشگاه‌هایی که در آن بازی کرده‌است می‌توان به باشگاه فوتبال زنان لیورپول اشاره کرد.
وی همچنین در تیم‌های ملی فوتبال بازی کرده‌است.